# Operación de rescate y recuperación tras los atentados del 11 de septiembre de 2001 en el World Trade Center

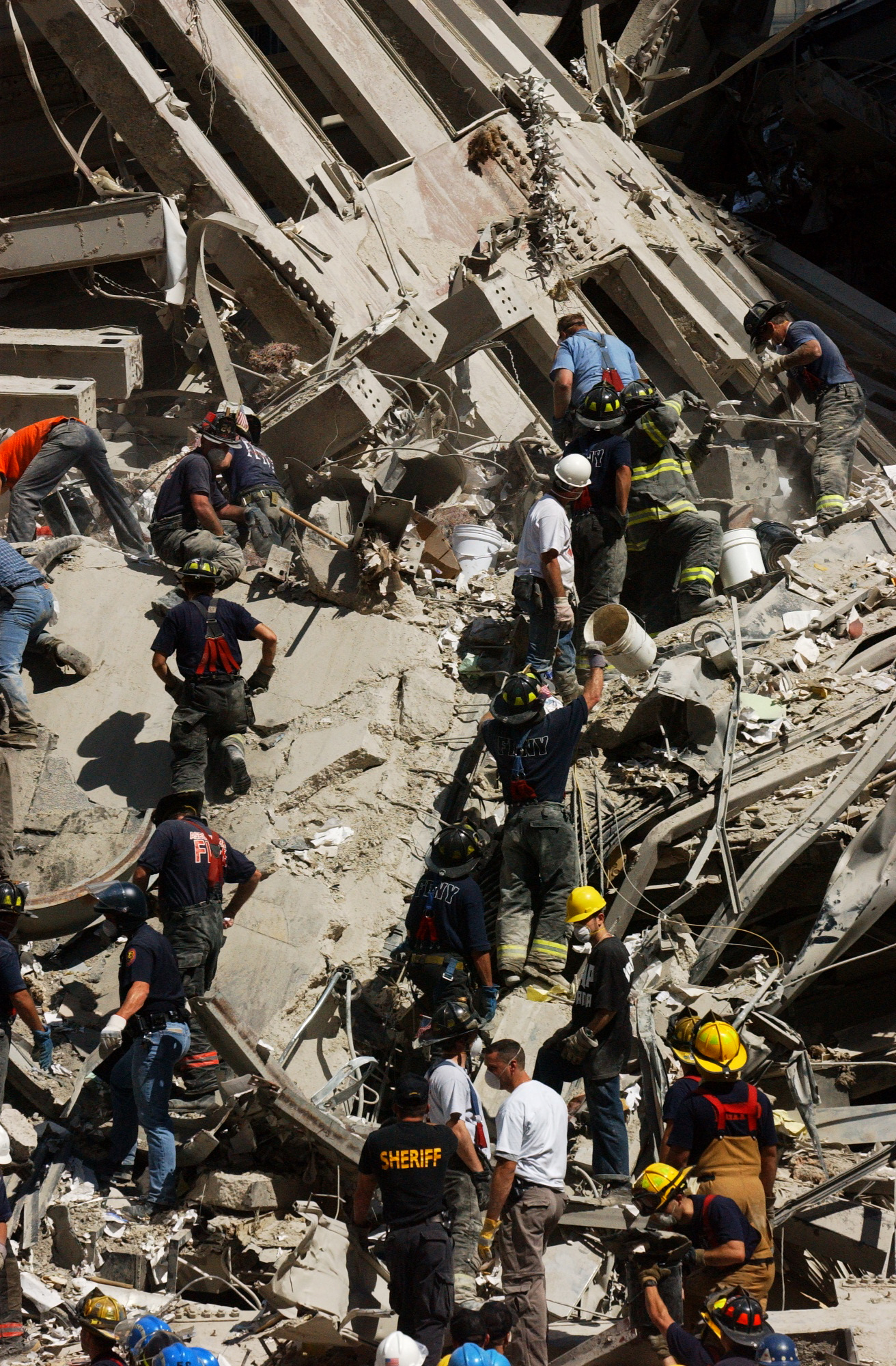
Una cadena humana trabaja para retirar los escombros luego de los atentados del 11 de septiembre.

Los atentados del 11 de septiembre de 2001 contra el World Trade Center suscitaron un alto nivel de respuesta del personal local de emergencias y rescate para ayudar con la evacuación de las dos torres, lo que tuvo como consecuencia una gran pérdida de ese mismo personal cuando se derrumbaron las torres. Tras los atentados, los medios de comunicación le dieron el nombre de "zona cero" al sitio del World Trade Center, mientras que el personal de rescate se refería a este como the Pile.
En las labores de recuperación y limpieza que siguieron, personal relacionado con las profesiones de la metalurgia y la construcción acudió al sitio para ofrecer sus servicios y permaneció allí hasta que el lugar quedó despejado en mayo de 2002. En los años transcurridos desde entonces, investigaciones y estudios han examinado los efectos sobre las personas que participaron. Estos estudios han señalado una diversidad de aflicciones atribuidas a los escombros y al estrés.

## Evacuación de los edificios
Después de que el vuelo 11 de American Airlines se estrellara contra la Torre Norte (1 WTC) del World Trade Center, se les avisó a los inquilinos de la Torre Sur (2 WTC) que permanecieran en sus lugares y que el edificio era seguro. Sin embargo, muchos desoyeron esas instrucciones y procedieron a evacuar la Torre Sur (en particular, Rick Rescorla, el jefe de seguridad de Morgan Stanley, quien evacuó a 2 687 de los 2 700 empleados de la compañía que estaban en el edificio). A las personas evacuadas de la torre WTC 2 se les ordenó subir desde el nivel del vestíbulo hasta una puerta en el nivel del entresuelo que conducía a un puente peatonal cubierto sobre la calle West y hacia un complejo de edificios que en ese entonces llevaba por nombre World Financial Center. A las personas evacuadas de la torre WTC 1 se les dirigió desde el nivel del vestíbulo a través del centro comercial del WTC situado bajo la plaza exterior. Los bomberos que dirigían a los evacuados no querían que nadie atravesara las puertas principales debido a la caída de escombros y personas.

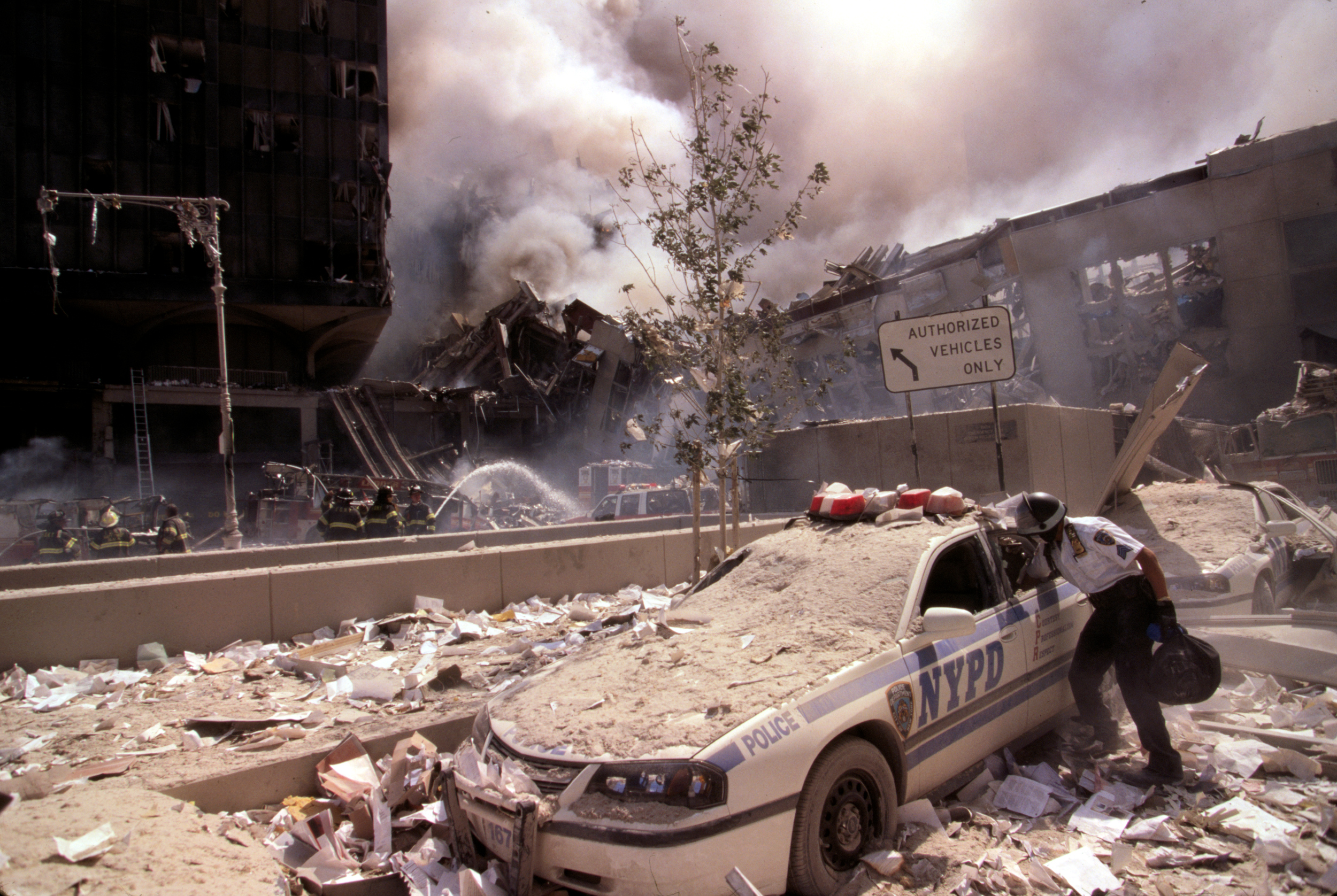
Personal del cuerpo de bomberos de Nueva York mientras examina un automóvil de policía de la Ciudad de Nueva York que quedó destrozado durante el 11-S.

Los procedimientos estándar de evacuación en caso de incendios en el World Trade Center contemplaban evacuar solo las plantas inmediatamente superiores e inferiores al incendio, ya que la evacuación simultánea de hasta 50 000 trabajadores hubiera resultado ser demasiado caótica.

## Respuesta de emergencia

### Bomberos

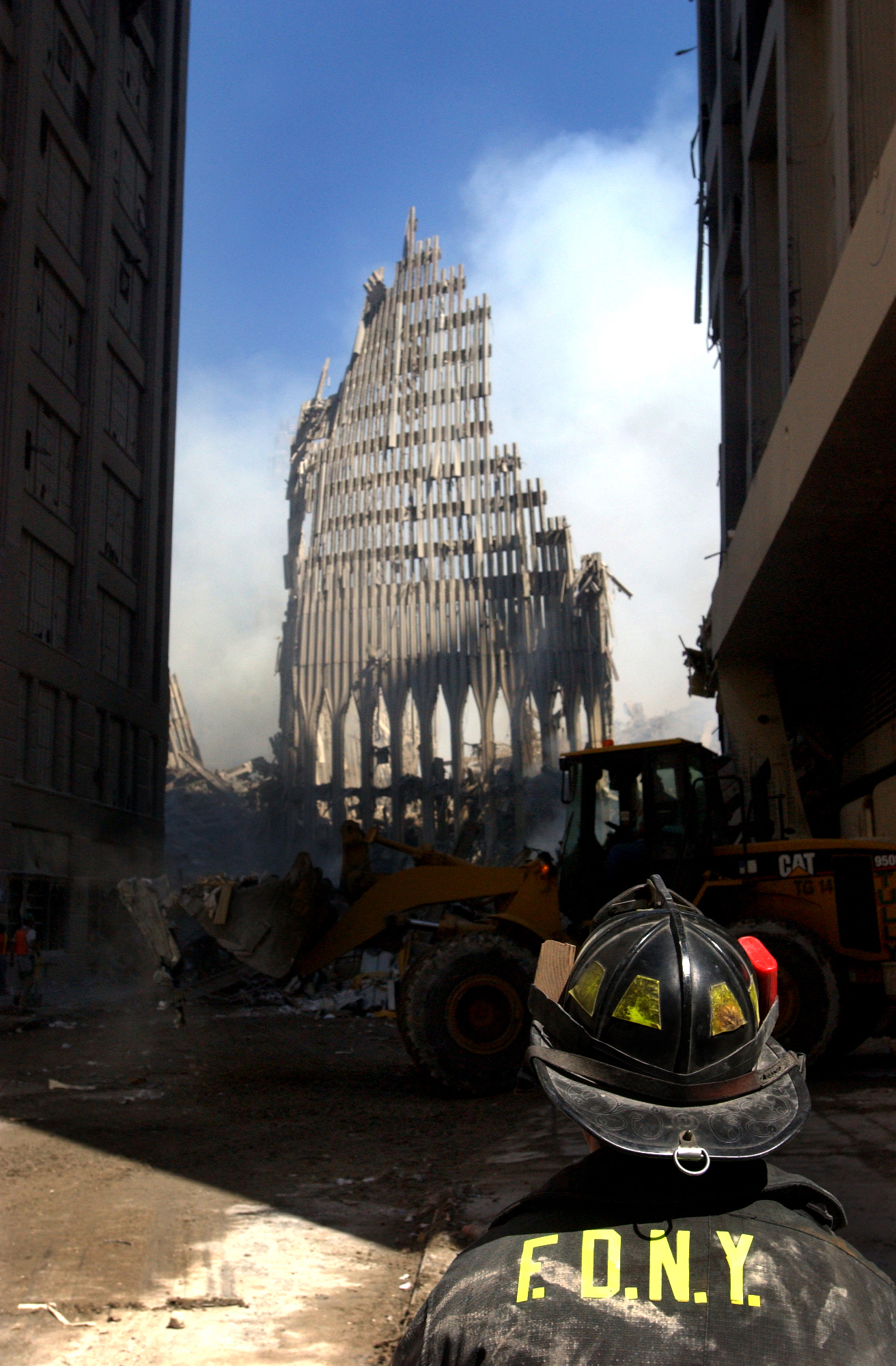
Un bombero observa los restos de la Torre Sur (13 de septiembre de 2001).

El personal del Departamento de Bomberos de la Ciudad de Nueva York (FDNY) acudió al World Trade Center tan solo unos minutos después de que el primer avión impactara contra la Torre Norte. El Jefe Joseph W. Pfeifer y su equipo del Batallón 1 estuvieron entre las primeras personas en llegar al lugar de los hechos (el Batallón 1 fue la primera unidad en avisar a la Oficina Central de Manhattan). Las compañías del camión 10 y la escalera 10 también estuvieron entre los primeros en llegar, ya que la estación de bomberos a la que pertenecían estaba ubicada justo enfrente de las Torres. A las 8:50 a. m., se estableció un Puesto de Mando de Incidentes en el vestíbulo de la Torre Norte. Ya para las 9:00 a. m., poco antes de que el vuelo 175 de United Airlines impactara contra la Torre Sur, el jefe del FDNY había llegado y asumido el mando de las operaciones de respuesta. Debido a la caída de escombros y a preocupaciones de seguridad, el jefe trasladó el centro de mando de incidentes a un lugar situado al otro lado de la calle West, pero muchos jefes de bomberos permanecieron en el vestíbulo, que siguió funcionando como puesto de operaciones donde se controlaban alarmas, ascensores, sistemas de comunicaciones y otros equipos. La respuesta inicial del FDNY se concentró en el rescate y la evacuación de los ocupantes del edificio, lo que implicó el envío de bomberos a los pisos superiores para ayudar a las personas que se encontraban atrapadas en ascensores y otros lugares. Los bomberos también tuvieron que asegurarse de que todos los pisos se hubieran evacuado por completo.
Cerca del World Trade Center se establecieron numerosas áreas de preparación, donde las unidades de bomberos que estaban dando respuesta pudieran informar y recibir instrucciones de implementación. Sin embargo, muchos bomberos llegaron al World Trade Center sin haberse detenido primero en las zonas de preparación, en parte porque a las 8:48 a. m. el Batallón 1 transmitió una tercera alarma y ordenó el despliegue de unidades de tercera alarma a la zona de preparación y de unidades de segunda alarma hacia las torres. Como consecuencia, muchos jefes no podían seguir el rastro del paradero de sus unidades. Hubo muchos bomberos que se presentaron directamente en los vestíbulos y recibieron la orden de entrar al edificio de parte de los que estaban al mando del puesto de operación.
Se presentaron problemas con la comunicación por radio, lo que causó que los jefes perdieran el contacto con muchos de los bomberos que habían entrado a los edificios. El sistema de repetidores del World Trade Center, necesario para que las señales de radio portátil se transmitieran con fiabilidad, presentó fallas tras el impacto de los aviones. Por consiguiente, los bomberos no pudieron informar a sus jefes acerca de su progreso y no pudieron oír las órdenes de evacuación. Además, muchos bomberos que estaban fuera de servicio llegaron para prestar ayuda pero sin contar con sus radios. Los jefes del FDNY no tenían comunicación ni con el Departamento de Policía de la Ciudad de Nueva York (NYPD), que contaba con helicópteros en el lugar de los hechos, ni con los operadores de los Servicios Médicos de Emergencia (EMS). Los bomberos que se encontraban en el lugar de los hechos tampoco tuvieron acceso a reportajes de televisión ni a otras fuentes externas de información que hubieran podido ayudarles a evaluar la situación. Cuando la Torre Sur se derrumbó a las 9:59 a. m., los bomberos de la Torre Norte no supieron qué había ocurrido con exactitud. El jefe del batallón en el vestíbulo de la Torre Norte emitió de inmediato una orden por radio para que los bomberos que estaban en la torre evacuaran, pero muchos de ellos no oyeron la orden debido a las fallas en los radios. Por este motivo, 342 bomberos murieron al derrumbarse las torres.
El puesto de mando situado al otro lado de la calle West quedó destruido cuando se derrumbó la Torre Sur, lo que dificultó y desorganizó aún más el mando y el control. Cuando se derrumbó la Torre Norte, los escombros que cayeron le causaron la muerte a Peter Ganci, el jefe del FDNY. Tras el derrumbe del World Trade Center, se estableció un puesto de mando en una estación de bomberos en Greenwich Village.
El FDNY desplegó a más de 200 unidades (alrededor de la mitad de todas las unidades) hacia el sitio, con más de 400 bomberos en el lugar de los hechos cuando se derrumbaron los edificios. Esto incluyó un total de 121 compañías de camiones, 62 compañías de escaleras y otras unidades especiales. El FDNY también recibió ayuda de los departamentos de bomberos de los condados de Nassau, Suffolk, Westchester y otras jurisdicciones vecinas, pero con una capacidad limitada para gestionar y coordinar los esfuerzos. Además de ayudar en las operaciones de recuperación en la Zona Cero, bomberos voluntarios de Long Island y Westchester acudieron a muchas estaciones de bomberos en toda la ciudad para atender otras llamadas de incendios y de emergencia.

### Personal médico, de servicios de emergencia y demás personal sanitario
El personal técnico de emergencias médicas (EMT) y paramédicos del FDNY, junto con las ambulancias del sistema 9-1-1 manejadas por hospitales de voluntariado y cuerpos voluntarios de ambulancias, comenzaron a llegar a las 8:53 a. m. y establecieron rápidamente un área de preparación fuera de la Torre Norte, en la calle West, que pronto se trasladó a la esquina de las calles Vesey y West. A medida que iban acudiendo más proveedores al lugar de los hechos, se establecieron cinco zonas de triaje alrededor del World Trade Center. Los jefes de los servicios de emergencia tuvieron dificultades para comunicarse por radio debido al volumen abrumador de tráfico radial. A las 9.45, se reservó un canal adicional de operaciones para el uso exclusivo de jefes y supervisores, pero muchos no sabían de esto y siguieron utilizando el otro canal. Las dificultades en las comunicaciones causaron que los mandos carecieran de un buen conocimiento de la situación.
Los operadores del centro de llamadas del 9-1-1, quienes coordinan la respuesta de los servicios médicos de emergencia y asignan las unidades, se vieron inundados de llamadas entrantes, así como de comunicaciones a través del sistema de radio. Los operadores no fueron capaces de procesar ni darle sentido a toda la información entrante, que incluía la procedente de las personas atrapadas en las torres, acerca de las condiciones en los pisos superiores. Los operadores, al estar desbordados, fueron incapaces de dar instrucciones y gestionar la situación con eficacia.
El personal de los servicios de emergencia estaba desorganizado tras el derrumbe de la Torre Sur a las 9:59 a. m. Tras el derrumbamiento de la Torre Norte a las 10:28 a. m., los jefes de los servicios de emergencia se reorganizaron en el extremo norte de la comunidad de Battery Park City, en el hotel Embassy Suites. Alrededor de las 11:00 a. m., los centros de triaje de los servicios de emergencia fueron reubicados y consolidados en los embarcaderos de Chelsea y en la terminal del ferry de Staten Island. Durante las primeras horas de la tarde, las áreas de preparación en el muelle se separaron en dos zonas, una para los heridos más graves y otra para los heridos ambulatorios. En el lado de los heridos graves, se instalaron varias mesas improvisadas, cada una con un miembro de personal médico, de enfermería y otros trabajadores sanitarios, así como voluntarios de servicios no urgentes, para la llegada de un gran número de víctimas.
Los suministros, incluidos los equipos para el control vascular y de las vías respiratorias, se obtuvieron de hospitales vecinos. Durante el transcurso de la tarde, fueron llegando comerciantes locales para donar alimentos. A pesar de ello, llegaron pocos pacientes para ser atendidos—los primeros hacia las 5 p. m.—y no presentaron heridas graves, sino tan solo inhalación de humo. Alrededor de las 6 o 7 p. m., se anunció que un segundo turno de personal cubriría el turno de noche y que se iba a habilitar un área para que el personal diurno pudiera dormir. Poco después, cuando se comprobó que pocos habían sobrevivido al derrumbe o habían sido llevados a los muelles, muchos decidieron irse y el área se cerró.

### Personal de policía

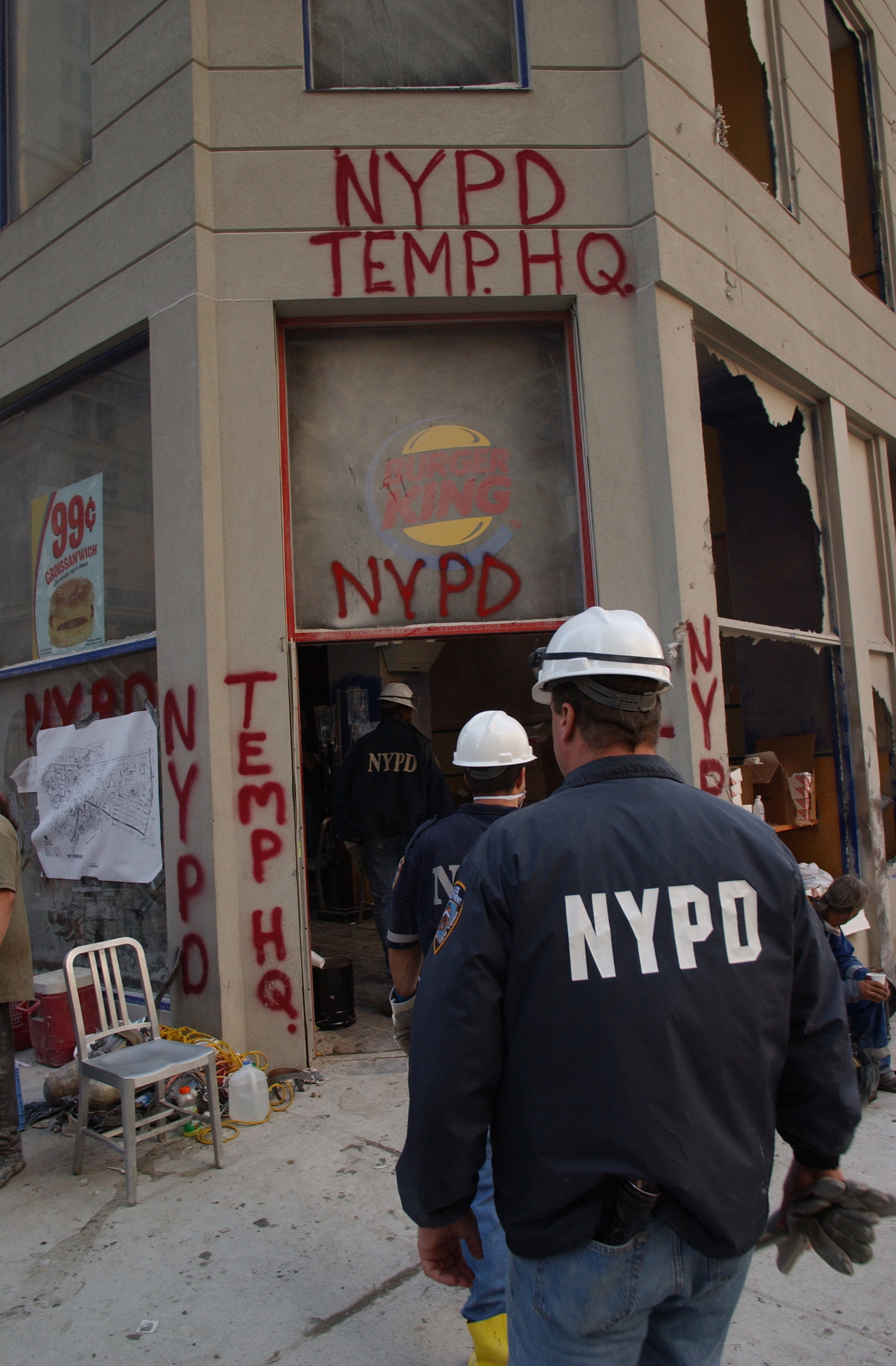
Cuartel temporal del NYPD en el Burger King de 106 Liberty Street, cerca del World Trade Center, 11 de septiembre de 2001.

El Departamento de Policía de la Ciudad de Nueva York (NYPD) respondió rápidamente con las Unidades de Servicios de Emergencia (ESU) y demás personal de respuesta tras el impacto del vuelo 11 de American Airlines contra la Torre Norte. El NYPD instaló su centro de mando de incidentes en las calles Church y Vesey, en el lado opuesto al World Trade Center desde donde el FDNY estaba al mando de sus operaciones. Los helicópteros del NYPD no tardaron en llegar al lugar de los hechos e informar acerca del estado de los edificios en llamas. Cuando se derrumbaron los edificios, murieron 23 agentes del NYPD y 37 del Departamento de Policía de la Autoridad Portuaria. El NYPD ayudó a facilitar la evacuación de civiles del Bajo Manhattan, lo que incluyó alrededor de 5,000 civiles evacuados por la Unidad Portuaria hacia Staten Island y Nueva Jersey. En los días siguientes, el departamento de policía trabajó en turnos rotativos de 12 horas para ayudar con las labores de rescate y recuperación.

### Guardacostas, industria marítima, propietarios particulares de barcos
Inmediatamente después del primer ataque, los capitanes y las tripulaciones de un gran número de embarcaciones locales se dirigieron a la zona de ataque para ayudar con la evacuación. Estos barcos habían respondido a una petición de la Guardia Costera de Estados Unidos para ayudar a evacuar a las personas que habían quedado varadas en la isla de Manhattan. Otros, como el John J. Harvey, proporcionaron suministros y agua, que se necesitaron con urgencia después de que el derrumbe de las Torres cortara las tuberías principales de agua del centro de la ciudad. La Guardia Costera Auxiliar ayudó a dirigir una evacuación marítima masiva. Se estima que el número de personas evacuadas por agua desde el Bajo Manhattan ese día, en el período de ocho horas luego de los atentados, osciló entre 50 0000 y 1 000 000. Norman Mineta, que ocupaba la posición de Secretario de Transporte cuando ocurrieron los atentados, se refirió a la operación como the largest maritime evacuation conducted in the United States. Según la mayoría de las estimaciones, esta operación fue la mayor evacuación marítima de la historia, superando incluso la evacuación de Dunkerque—que tomó nueve días—durante la Segunda Guerra Mundial. Llegó a haber hasta 2 000 heridos en los atentados que se evacuaron por estos medios.

### Radioaficionados
La radioafición desempeñó un papel en las labores de rescate y limpieza. Los radioaficionados establecieron comunicaciones, mantuvieron redes de emergencia y formaron cadenas humanas con cientos de voluntarios. Alrededor de 500 radioaficionados prestaron sus servicios de manera voluntaria durante la catástrofe y la recuperación.
La Legislatura de Nueva Jersey reconoció el papel de los radioaficionados con una proclamación publicada el 12 de diciembre de 2002.

I would like to take this opportunity to commend you for your hard work and efforts. During times of disaster, your group has displayed superior service and dedication to the safety of our citizens. I applaud the efforts of the independent radio operators and thank you for your selfless actions on September 12, 2001. Allow me to express my sincere gratitude for your participation with the New Jersey General Assembly on this day, December 12, 2002.
Albio Sires, presidente de la Asamblea General de Nueva Jersey

Cuadro de bomberos, paramédicos y capellanes fallecidos
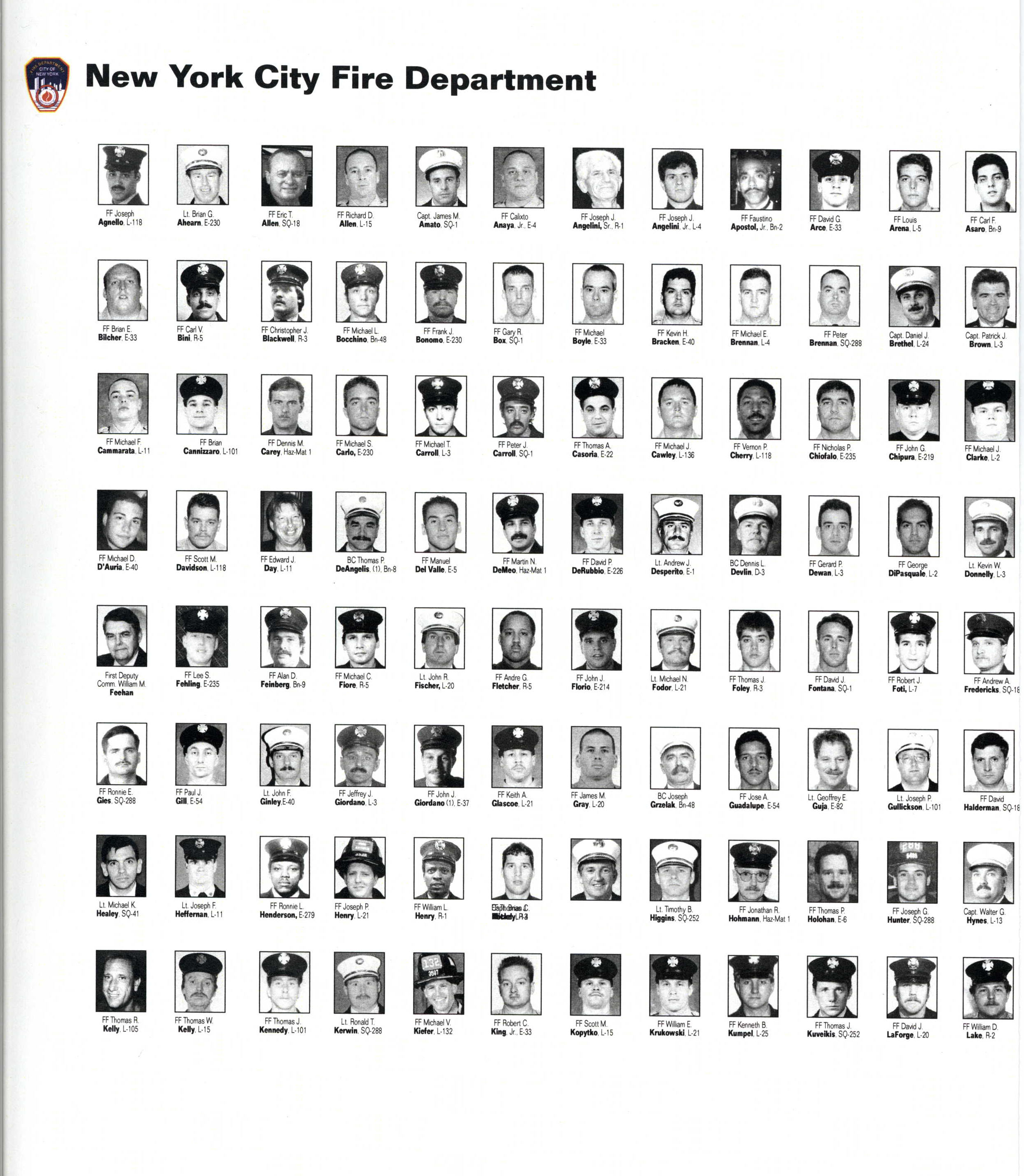
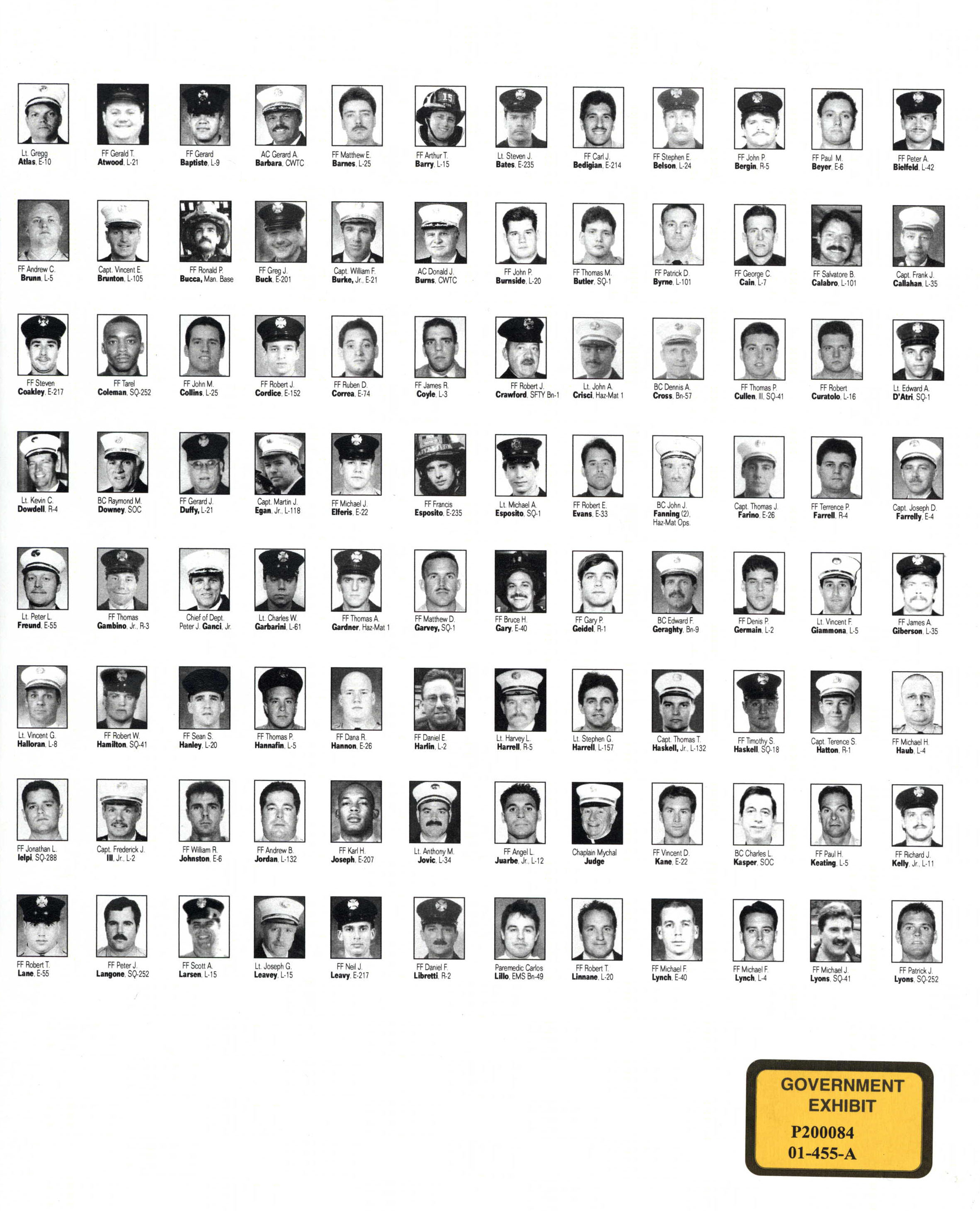
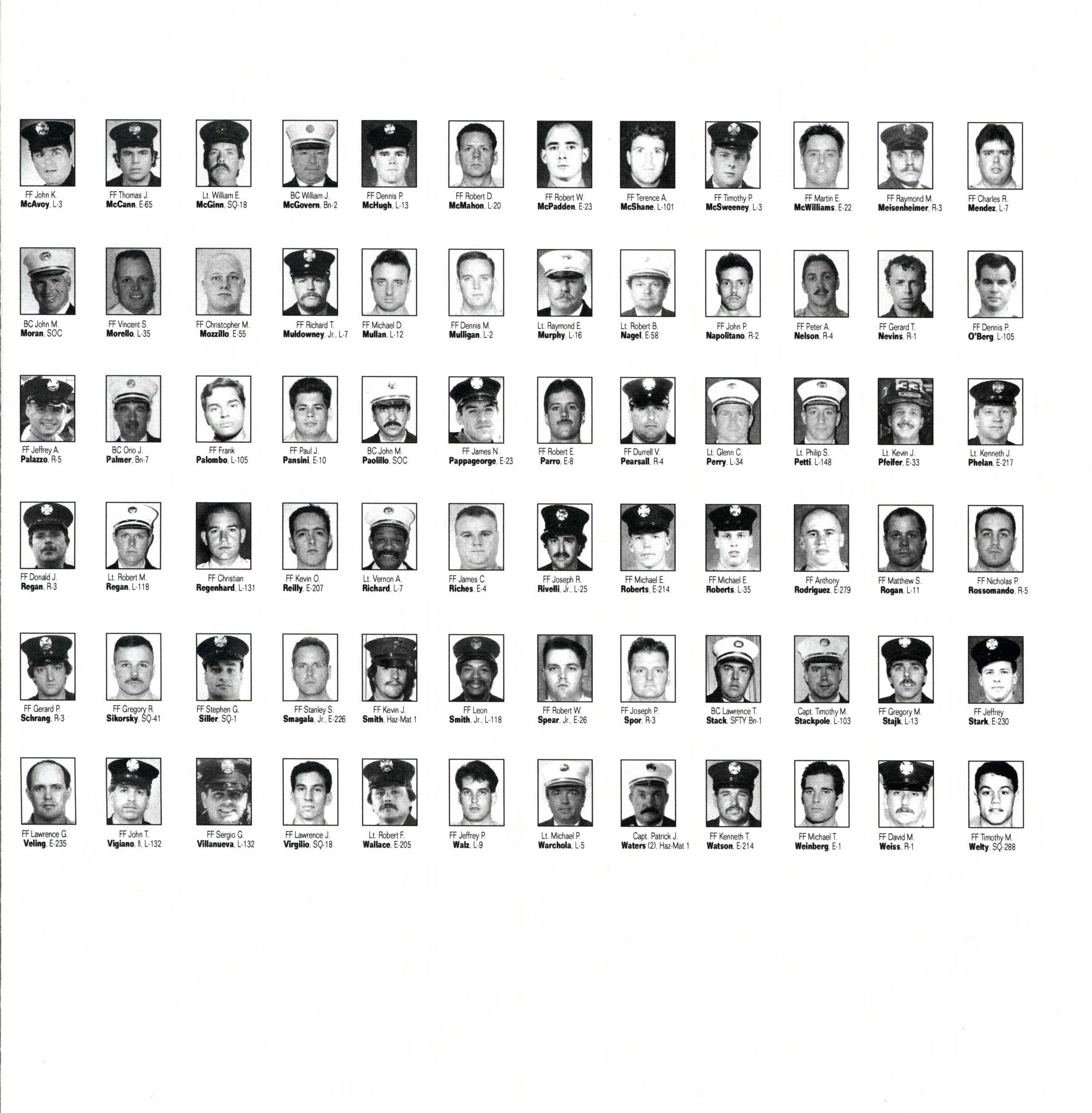

Nota: Las pruebas del gobierno provienen del juicio de Zacarias Moussaoui.

## Operación de búsqueda y rescate
Al día siguiente de los atentados, once personas fueron rescatadas de entre los escombros, entre ellas seis bomberos y tres agentes de policía. Una mujer fue rescatada de entre los escombros, cerca de donde había estado un puente peatonal de la Autopista West Side. Dos agentes del Departamento de Policía de la Autoridad Portuaria (PAPD), John McLoughlin y Will Jimeno, también fueron rescatados. Fueron descubiertos por los ex infantes de marina Jason Thomas y Dave Karnes y fueron sacados con vida luego de haber pasado casi 24 horas debajo de 30 pies (9 m) de escombros. Su rescate fue luego representado en la película World Trade Center de Oliver Stone. En total, veinte sobrevivientes se rescataron de los escombros. La última sobreviviente, la secretaria de la Autoridad Portuaria Genelle Guzman-McMillan, fue rescatada 27 horas después del derrumbe de la Torre Norte.
Algunos bomberos y civiles que sobrevivieron hicieron llamadas por teléfono celular desde huecos bajo los escombros, aunque la cantidad de desechos les dificultó a los equipos de rescate poder llegar hasta ellos.
Ya para el miércoles por la noche, las autoridades de la Ciudad de Nueva York habían confirmado 82 fallecimientos.
En los días posteriores al atentado, las labores de rescate se interrumpieron en numerosas ocasiones ante la preocupación de que los edificios cercanos, entre ellos One Liberty Plaza, corrieran peligro de derrumbarse.

## Labores de recuperación

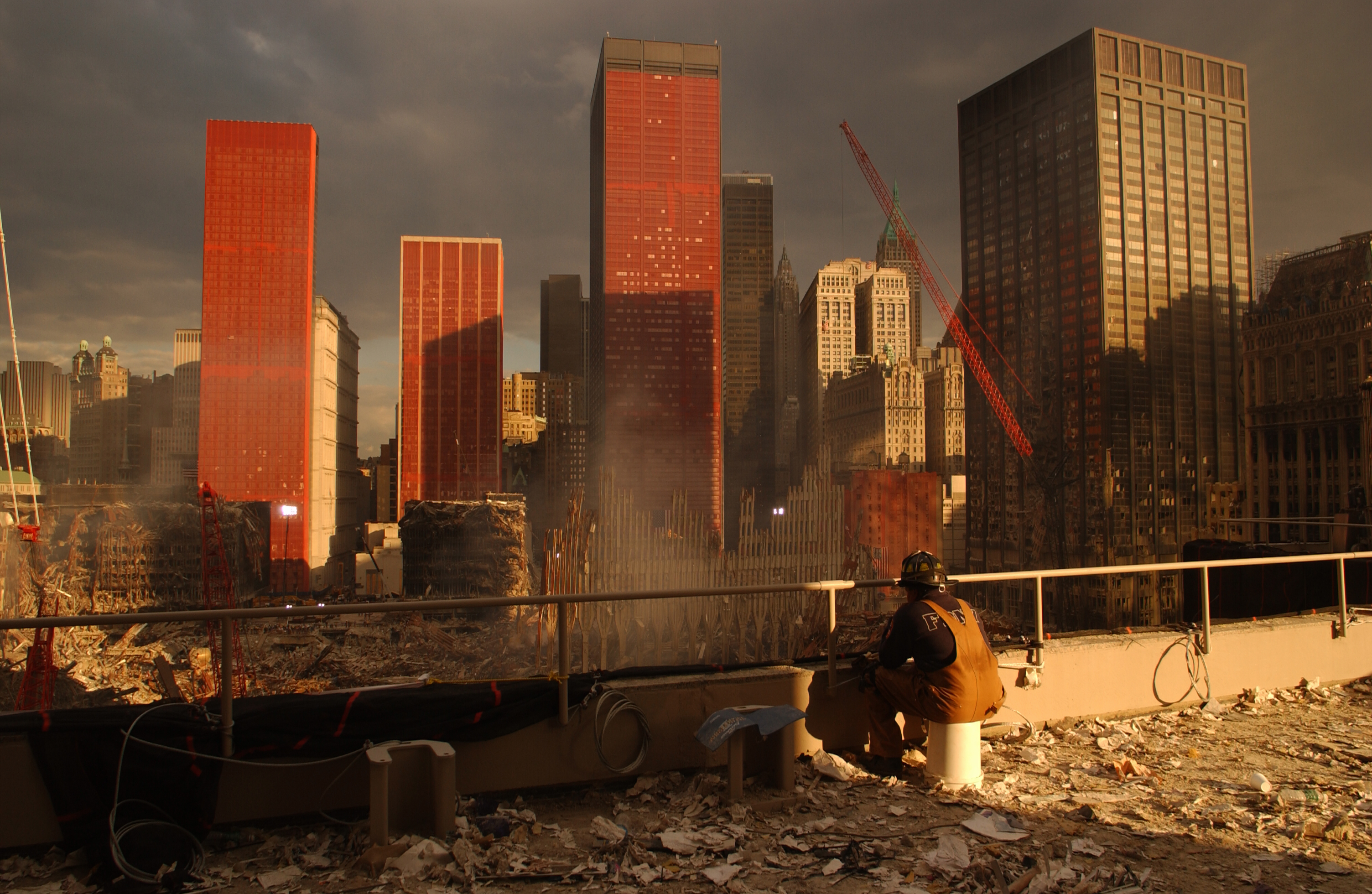
Un bombero observa las labores de remoción de los escombros del World Trade Center el 28 de septiembre.

Las personas que participaron en las labores de búsqueda y rescate que se llevaron a cabo en el sitio del World Trade Center inmediatamente después de la catástrofe incluyeron especialistas en las ramas de: herrería, ingeniería civil, operación de maquinaria pesada, trabajos con asbesto, fabricación de calderas, carpintería, albañilería, gerencia de obras, electricidad, materiales aislantes, tornería, fontanería e instalación de tuberías, equipamiento de aparejos, chapistería, siderurgia y transporte terrestre, además de miembros del sindicato Hermandad Internacional de Camioneros y voluntarios de la Cruz Roja Estadounidense, entre muchos otros. El acceso al bajo Manhattan, al sur de la calle 14, estaba prohibido excepto para los trabajadores de rescate y recuperación. También había unos 400 perros de trabajo, el mayor despliegue de perros en la historia del país.

### Organización
La Oficina de Gestión de Emergencias (OEM) de Nueva York fue el organismo a cargo de coordinar la respuesta de la ciudad a los atentados. Gestionada por el entonces Director Richard Sheirer, la agencia se vio obligada a desalojar su sede, situada en 7 World Trade Center, pocas horas después del atentado. El edificio se derrumbó poco después. La OEM restableció sus operaciones temporalmente en la academia de policía, desde donde el Alcalde Rudy Giuliani dio numerosas conferencias de prensa a lo largo de la tarde y la noche del 11 de septiembre. Ya para el viernes, se habían organizado y gestionado las labores de rescate y socorro desde el muelle 92 en el Río Hudson.
Los voluntarios acudieron con rapidez a la Zona Cero para ayudar en las labores de rescate y recuperación. Miles de personas se presentaron para ofrecer ayuda en el Centro de Convenciones Jacob Javits, donde se inscribieron con las autoridades. Los proyectos de construcción que estaban llevándose a cabo en la ciudad se paralizaron, ya que los obreros acudieron a ayudar en la Zona Cero. Había una gran demanda de herreros, soldadores, trabajadores del acero y otras personas con estas habilidades. Al concluir la primera semana, más de mil herreros de toda Norteamérica habían llegado para ayudar, junto con muchas más personas.
El Departamento de Diseño y Construcción de la ciudad de Nueva York supervisó las labores de recuperación. A partir del 12 de septiembre, expertos de la Asociación de Ingenieros Estructurales de Nueva York (SEAoNY) se involucraron en estas labores para revisar la estabilidad de los escombros, evaluar la seguridad de cientos de edificios cercanos al lugar y diseñar soportes para las grúas traídas para retirar los escombros. La ciudad de Nueva York contrató a la empresa de ingeniería LZA-Thornton Tomasetti para supervisar las operaciones de ingeniería estructural en la obra.
Para que el esfuerzo fuera más manejable, el emplazamiento del World Trade Center se dividió en cuatro cuadrantes o zonas. A cada zona se le asignó un contratista principal y un equipo de tres ingenieros estructurales, subcontratistas y socorristas, de la siguiente manera:
- AMEC: la Torre Norte a lo largo de la calle West Side
- Bovis Lend Lease: la Torre Sur a lo largo de la calle Liberty Street
- Tully Construction Company, Inc.: la porción al este del sitio del World Trade Center
- Obra conjunta de construcción Turner/Plaza: parte norte y Torre 7 del World Trade Center

La Agencia Federal de Gestión de Emergencias (FEMA), el Cuerpo de Ingenieros del Ejército de los Estados Unidos, la Administración de Seguridad y Salud Ocupacional (OSHA) y la Oficina de Gestión de Emergencias (OEM) de Nueva York también ofrecieron su apoyo. Además, hubo equipos de gestión de incidentes forestales que, días después de los atentados, comenzaron a ofrecer su ayuda para administrar las operaciones.
Un restaurante Burger King ubicado en las cercanías se utilizó como centro de operaciones de la policía. Debido a que los obreros trabajaban en el sitio durante turnos de hasta doce horas, desarrollaron una cultura específica con su propia jerga.

### Remoción de escombros
The Pile fue el término acuñado por los trabajadores de rescate para describir los 1.8 millones de toneladas de restos del derrumbe del World Trade Center.  Evitaron usar el término ground zero, ya que este describe el epicentro de la explosión de una bomba.
Muchos voluntarios se organizaron para formar bucket brigades en las cuales grupos de investigadores, dispuestos en fila, se pasaban de mano en mano cubos de 5 galones llenos de escombros para revolverlos en busca de evidencia y de restos humanos. Los herreros ayudaron a cortar las vigas de acero en tamaños más manejables para poder retirarlos. Gran parte de los escombros se transportó al relleno sanitario de Fresh Kills, en Staten Island, donde se revisó y clasificó con más detalle.
Según el New York Times, ya para el 24 de septiembre de 2001 se habían retirado más de 100 000 toneladas de escombros del sitio. Algunos ingenieros civiles han criticado la decisión de reciclar el acero de los edificios antes de que pudiera ser analizado como parte de la investigación posterior al derrumbe.

#### Reutilización del acero

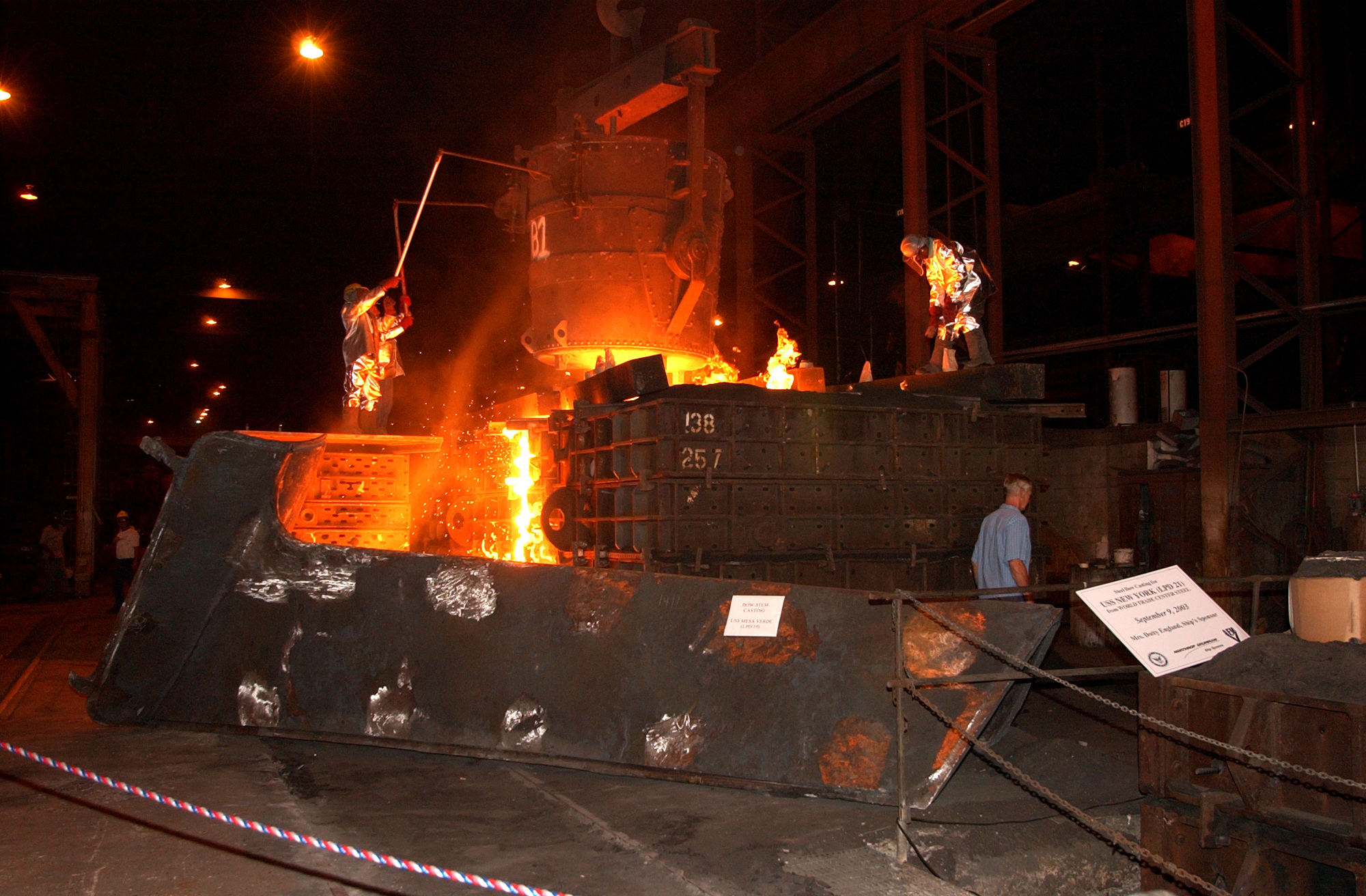
Acero del World Trade Center se vierte para la construcción del USS New York.

Parte del acero se reutilizó en monumentos conmemorativos. Los bomberos de Nueva York donaron una cruz hecha con acero del World Trade Center a la Compañía de Bomberos Voluntarios de Shanksville (Pensilvania). La viga, montada sobre una plataforma que tiene la forma del Pentágono, se erigió frente a la estación de bomberos de Shanksville, cerca del lugar donde se estrelló el vuelo 93 de United Airlines.
Veinticuatro toneladas del acero utilizado en la construcción del USS New York procedían de la pequeña cantidad de escombros del World Trade Center conservados para la posteridad.

#### Lingotes procedentes de una bóveda
En los días que siguieron a la destrucción de las torres, los equipos de rescate encontraron señales de quemaduras—que probablemente fueron hechas por un soplete de corte—en la puerta de un sótano debajo de la Torre 4 del World Trade Center. Se pensó que esto podría ser obra de saqueadores. Una exploración más a fondo del sótano del edificio reveló que la bóveda contenía grandes cantidades de oro y plata tanto en monedas como en lingotes. También bajo el World Trade Center se encontró, entre los demás vehículos, un camión blindado operado por la bolsa COMEX que estaba totalmente cargado de lingotes de oro y plata. Para poder sacar los lingotes de la bóveda, hubo que suministrar electricidad a sus puertas, que habían resistido la fuerza de la destrucción de arriba.
En los meses siguientes se recuperó gran parte de los lingotes. Antes del 11 de septiembre de 2001, el banco Bank of Nova Scotia tenía almacenadas en la bóveda monedas y lingotes por valor de alrededor de 560 000 dólares. Además, el banco había guardado en su interior un total de 379 036 onzas troy de oro y 29 942 619 onzas troy de plata. Muchas de estas monedas fueron adquiridas por Lee S. Minshull de Palos Verdes, California, quien las envió a la empresa de tasación de monedas Professional Coin Grading Service (PCGS) en 2002 para su tasación. Estas monedas se vendieron después a coleccionistas. Entre las monedas rescatadas de la bóveda de la Torre 4 del World Trade Center había Águilas de Plata de EE. UU., Hojas de Arce de Oro de Canadá, Krugerrands de Sudáfrica y Britannias de oro del Reino Unido.

#### Peligros
Entre los peligros presentes en el World Trade Center figuraba un depósito de combustible diésel enterrado siete pisos más abajo. Unos 2 000 automóviles que habían estado en el lote de estacionamientos también presentaban un riesgo, ya que cada uno contenía, en promedio, al menos cinco galones estadounidenses (19 litros) de gasolina. Cuando las personas que estaban llevando a cabo las labores de recuperación llegaron al nivel de los estacionamientos, hallaron que algunos vehículos habían estallado y se habían quemado. El Servicio de Aduanas de Estados Unidos, que tenía su sede en la Torre 6 del World Trade Center, tenía 1,2 millones de cartuchos de municiones y armas almacenados en una bóveda en el tercer piso para el uso en su polígono de tiro.

### Ánimos
En las horas inmediatamente posteriores a los atentados contra el World Trade Center, tres bomberos izaron una bandera estadounidense sobre los escombros. Habían tomado la bandera de un yate y el momento, que fue captado en una conocida fotografía, evocó comparaciones con la icónica fotografía de Iwo Jima. Los ánimos del personal de rescate se vieron reforzados el 14 de septiembre de 2001, cuando el presidente George W. Bush visitó la Zona Cero. De pie junto al bombero jubilado Bob Beckwith, Bush tomó un megáfono para dirigirse a los bomberos y al personal de rescate y expresarles su agradecimiento. Más adelante, Bush comentó: I'm shocked at the size of the devastation, It's hard to describe what it's like to see the gnarled steel and broken glass and twisted buildings silhouetted against the smoke. I said that this was the first act of war on America in the 21st century, and I was right, particularly having seen the scene. Luego de que algunos trabajadores gritaron que no podían oír al presidente, este respondió: I can hear you! The rest of the world hears you. And the people who knocked these buildings down will hear all of us soon!
Llegó un momento en que los equipos de rescate se dieron cuenta de que no iban a encontrar más sobrevivientes. Al cabo de un par de semanas, las condiciones en la Zona Cero seguían siendo difíciles, con olores persistentes a humo y a restos humanos en descomposición. Los ánimos de los trabajadores se vieron reforzados por las cartas que recibieron de niños procedentes de todos los Estados Unidos y del mundo, así como por el apoyo de miles de residentes del barrio de Tribeca y otros en el Bajo Manhattan.
Este apoyo continuó extendiéndose y acabó dando lugar a la fundación de más de 250 organizaciones sin ánimo de lucro, las que recaudaron casi 700 millones de dólares en sus dos primeros años de funcionamiento. Una de estas organizaciones fue One Day's Pay, que más tarde pasó a llamarse MyGoodDeed y que encabezó la causa en pro de la designación del día 11 de septiembre como una fecha oficial: Día Nacional del Servicio (Día del 11-S).
Ya para 2012, muchas de las más de 250 organizaciones se habían disuelto por falta de financiación a medida que transcurrieron los años. De las que quedan, unas cuantas siguen en funcionamiento para brindarles ayuda a quienes sigan necesitándola. Una de estas organizaciones, Tuesday's Children, se fundó el día siguiente al 11 de septiembre con miras a apoyar a los niños inmediatamente afectados por los atentados. El fundador de esta organización sin ánimo de lucro, David Weild IV, se refiere ahora a ella de la siguiente manera: We are literally the last man standing that is providing significant support services, entre las otras pocas que aún prestan servicios directos a la 9/11 community, que es como los grupos de servicios sociales se refieren a los sobrevivientes de los atentados.
Otras reconocidas organizaciones sin ánimo de lucro que aún siguen en pie son:
- VOICES of September 11, que fue fundada con la misión de brindarles una voz a los fallecidos en los atentados y ofrecerles servicios de gestión de casos, grupos de discusión y pruebas de detección de depresión y ansiedad, entre otros servicios de apoyo, a las familias de las víctimas.[81]
- New York Says Thank You, que está basada en la idea de tenderles la mano y devolverles el favor a las comunidades que ayudaron a la ciudad cuando más lo necesitaba.[81]
- Windows of Hope Family Relief Fund, que brinda asistencia financiera, seguro médico y ayuda educativa a las familias de los trabajadores del sector hospitalario que fallecieron en el atentado.[77]

## Apoyo militar

### Patrulla Aérea Civil
Inmediatamente después de los atentados, se pidió ayuda a los miembros de la Patrulla Aérea Civil (CAP). Tan solo instantes después de enterarse del atentado, la Región Nordeste puso en alerta a su personal y activos. A excepción de los vuelos de la CAP, los vuelos civiles fueron suspendidos por la Administración Federal de Aviación. La CAP llevó a cabo misiones de reconocimiento aéreo sobre la Zona Cero para poder suministrar un análisis detallado de las ruinas y ayudar en los esfuerzos de recuperación, lo que incluyó el transporte de donaciones de sangre.

### Guardia Nacional

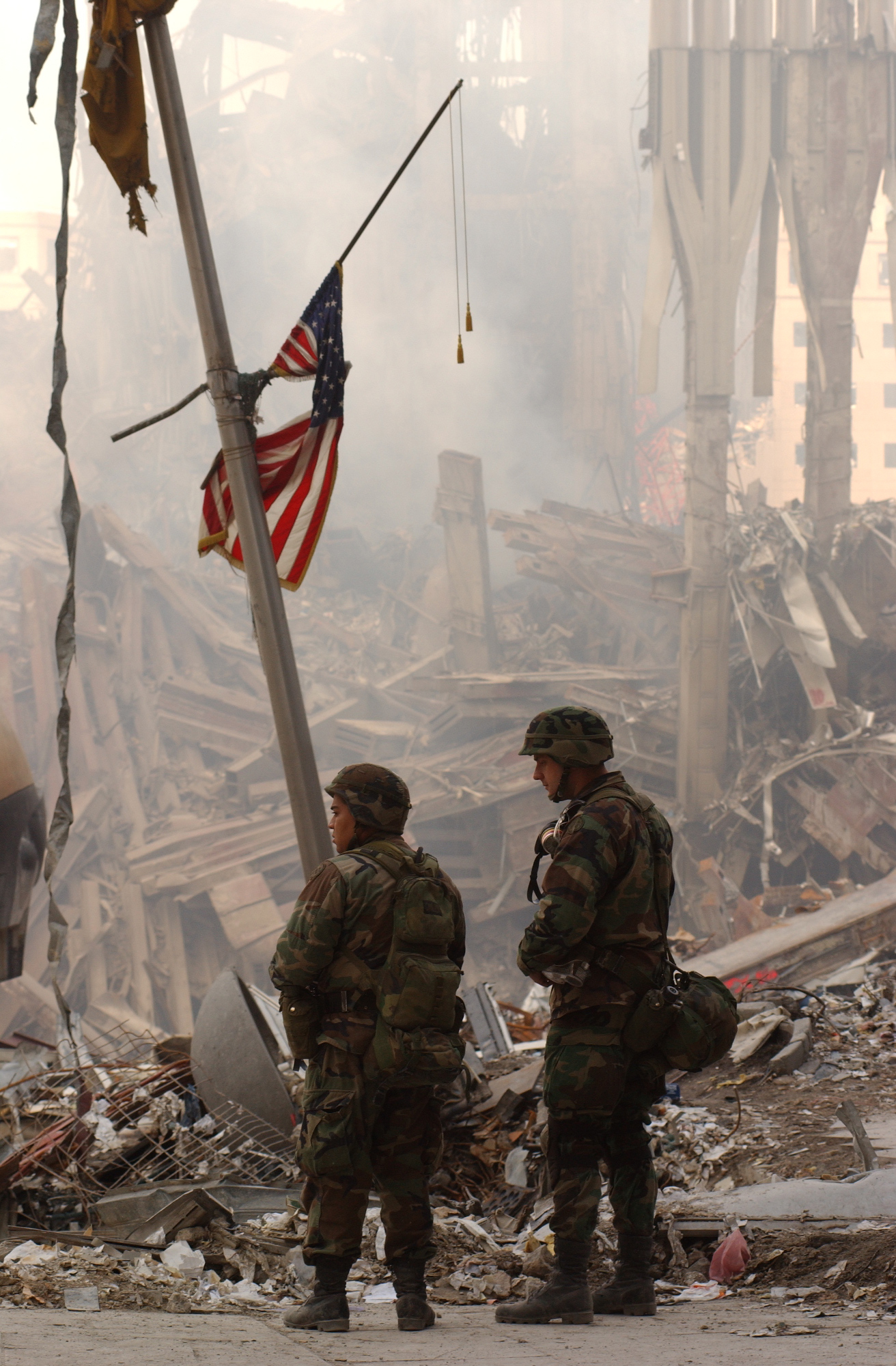
Dos miembros de la Guardia Nacional del Ejército de Nueva York en el sitio del World Trade Center.

Miembros del 1–101er Regimiento de Caballería (Staten Island), el 258o Regimiento de Artillería de Campaña, la 442a Compañía de Policía Militar y el 69o Regimiento de Infantería de la Guardia Nacional del Ejército de Nueva York, con base en Manhattan, fueron la primera fuerza militar en asegurar la Zona Cero el 11 de septiembre. La armería del 69o Regimiento de Infantería en la Avenida Lexington se convirtió en el Centro de Información Familiar para ayudar a las personas a localizar a familiares desaparecidos.
En la mañana del día siguiente, la Guardia Nacional complementó al Departamento de Policía de Nueva York y al Departamento de Bomberos de Nueva York con 2 250 miembros. Al final, miles de miembros de la Guardia Nacional del Ejército de Nueva York y la Guardia Nacional Aérea participaron en las labores de rescate y recuperación. Prestaron servicios de seguridad en el sitio del World Trade Center y en otros lugares. Además, prestaron apoyo a la policía de Nueva York con el control del tráfico y participaron directamente en las operaciones de recuperación con mano de obra: es decir, formaron cadenas humanas para clasificar los escombros manualmente.
Además, los miembros en servicio brindaron seguridad en diversos lugares de la ciudad y del estado de Nueva York para impedir nuevos atentados y tranquilizar a la población.
Miembros de la 109a Ala de Transporte Aéreo y la 174a Ala de Caza de la Guardia Nacional Aérea, de Scotia y Syracuse, respectivamente, acudieron de inmediato a la ciudad de Nueva York e instalaron su base de operaciones en lugares tales como Fort Hamilton. En su mayoría ingenieros civiles, bomberos y policías militares, ayudaron enormemente en las labores de limpieza. Aviones F-16 de la 174a Ala de Caza también aumentaron sus misiones de vuelo y patrullaron los cielos.
La Guardia Nacional de Nueva Jersey colaboró con las labores de la Guardia Nacional de Nueva York tras los atentados.

### Cuerpo de Infantería de Marina de los EE. UU.

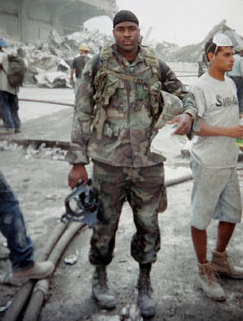
El sargento de la Infantería de Marina Jason Thomas ante las ruinas del World Trade Center, varios días después de los atentados.

El Cuerpo de Infantería de Marina de los Estados Unidos también estuvo presente para cooperar con la operación de rescate. No se dio a conocer ninguna cifra oficial de las personas que brindaron su ayuda, pero hubo pruebas de que estuvieron allí. Películas tales como el drama documental World Trade Center (2006) y el documental 9/11: One Day in America (2021) hablan de dos infantes de marina que rescataron a dos oficiales de policía que habían quedado atrapados entre los escombros. La Infantería de Marina tenía su cuartel general en el edificio Bloomberg News Building, ubicado en el número 340 de la calle West Side. 

### Armada de los EE.UU.
La Armada envió el barco hospital USNS Comfort (T-AH-20) al muelle 92 de Manhattan. Los miembros de la tripulación suministraron comida y alojamiento a más de 10 000 socorristas. La cocina del Comfort—que permaneció abierta las 24 horas—también sirvió 30 000 platos de comida. Además, se utilizaron sus recursos médicos para prestar servicios de primeros auxilios y visitas médicas a casi 600 personas. El equipo de respuesta psicológica del barco también atendió a más de 500 pacientes.

## Gestión del procedimiento de limpieza
Un artículo del New York Times con fecha del 14 de mayo de 2007 y que llevaba por título Ground Zero Illness Clouding Giuliani's Legacy daba a entender que miles de trabajadores de la Zona Cero habían enfermado y que [they] regard Mr. Giuliani's triumph of leadership as having come with a human cost. El artículo informaba que el alcalde les había quitado el control de la operación de limpieza en la Zona Cero a organismos federales establecidos tales como la Agencia Federal de Gestión de Emergencias (FEMA), el Cuerpo de Ingenieros del Ejército de los Estados Unidos y la Administración de Seguridad y Salud Ocupacional (OSHA). Y que en su lugar, el había traspasado la responsabilidad al Departamento de Diseño y Construcción de la ciudad, el cual era largely unknown. Hay documentos que indican que la administración de Giuliani nunca hizo cumplir los requisitos federales que exigen el uso de mascarillas de respiración. Al mismo tiempo, la administración amenazó a las empresas con rescindir sus contratos si las labores de limpieza llegaran a retrasarse.
Las personas que estuvieron trabajando en el hoyo de la Zona Cero lo hicieron sin contar con las mascarillas de respiración adecuadas. Llevaban mascarillas para pintar o simplemente no se cubrían la cara. Los especialistas afirman que una mascarilla especial de respiración es la única protección eficaz contra toxinas tales como el asbesto en suspensión. David Newman, higienista industrial del Comité de Seguridad y Salud Ocupacional de Nueva York (NYCOSH), declaró:  was down there watching people working without respirators. Y continuó: Others took off their respirators to eat. It was a surreal, ridiculous, unacceptable situation. Según Newman, menos del 60 por ciento de los trabajadores de la Zona Cero utilizaron mascarillas de respiración en un día determinado y, en algunos días, sólo el 20 por ciento las utilizaron, en parte quizás porque la Agencia de Protección Ambiental (EPA) emitió un comunicado en el que afirmaba que el aire era seguro de respirar una semana después de los atentados, una afirmación que más tarde resultó ser peligrosamente prematura.You had Christie Whitman from the EPA and other officials stating that the air was safe to breathe, which undermines the success of any effort to get workers to wear respirators, agregó Newman.
La oficina local de la EPA hizo a un lado a la oficina regional. La Dra. Cate Jenkins, científica denunciante de la EPA, dijo que el 12 de septiembre de 2001 una oficina regional de la EPA se ofreció a enviar de 30 a 40 microscopios electrónicos al hoyo del World Trade Center para analizar muestras de polvo y comprobar la presencia de fibras de asbesto. En su lugar, la oficina local optó por el método de prueba, menos eficaz, de microscopía de luz polarizada. Según la Dra. Jenkins, la oficina local rechazó la oferta y dijo: We don't want you fucking cowboys here. The best thing they could do is reassign you to Alaska.

### Efectos sobre la salud

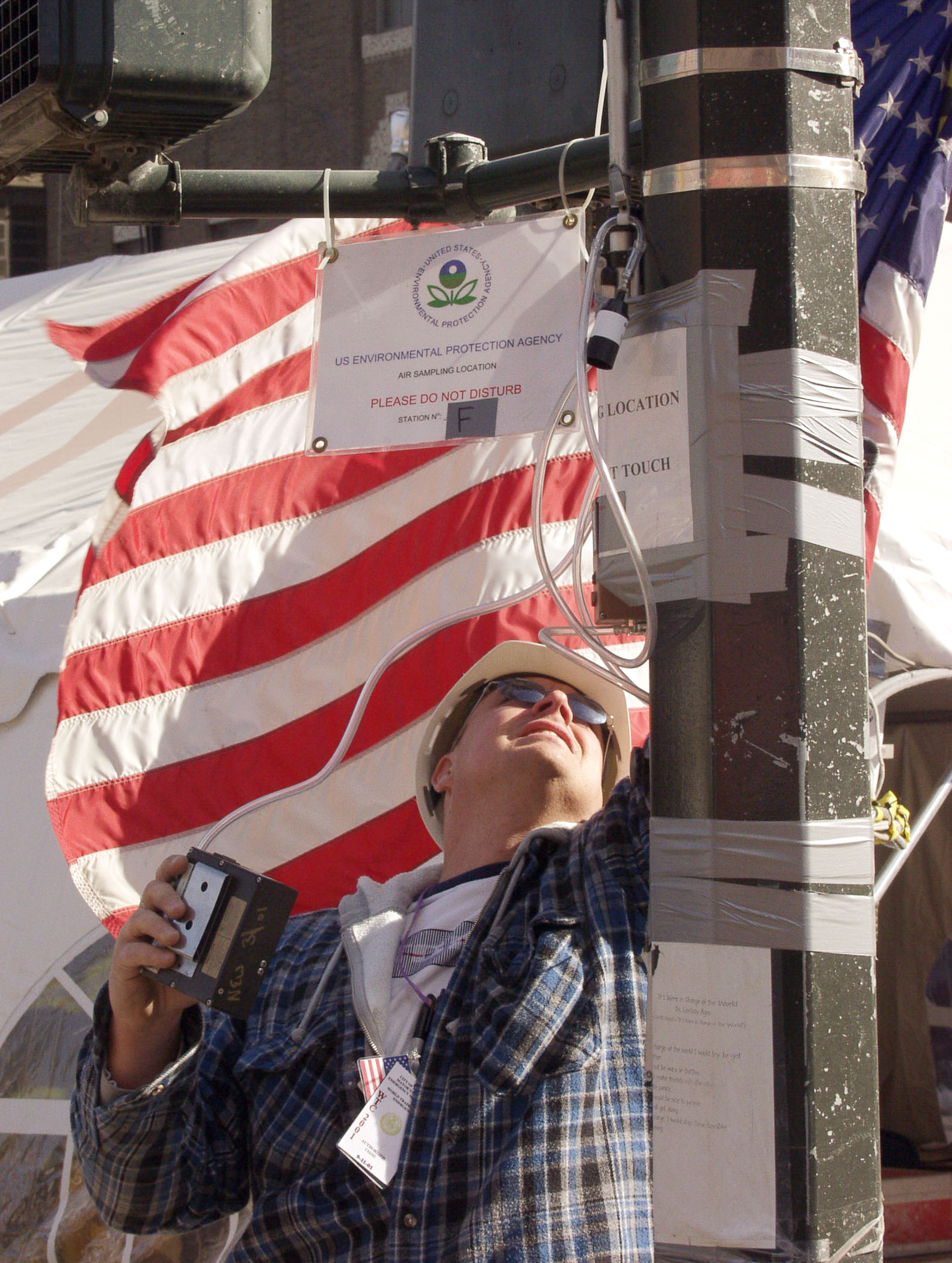
Un empleado de la Agencia de Protección Ambiental de Estados Unidos comprueba uno de los numerosos puntos de muestreo de aire instalados en los alrededores del sitio del World Trade Center.

Hubo muchos problemas de salud causados por las toxinas. El 99% de los bomberos expuestos indicaron que habían experimentado al menos un nuevo problema respiratorio mientras trabajaban en el sitio del World Trade Center que no habían tenido antes. La enfermedad crónica de las vías respiratorias es la principal lesión pulmonar entre los bomberos que estuvieron expuestos a toxinas durante el 11-S. Seis años después de los atentados, alrededor del 13% de los bomberos y el 22% del personal de servicios de emergencia—entre los que nunca habían fumado—tenían pulmones que no funcionaban tan bien como otras personas de su misma edad. El pronunciado descenso en la función pulmonar ha sido un problema desde que se detectó por primera vez entre los bomberos y el personal de servicios de emergencia un año después del 11 de septiembre, y este problema ha persistido. Cada vez más trabajadores de la Zona Cero están contrayendo enfermedades tales como cáncer. Entre el 11 de septiembre de 2001 y durante el 2008, se detectaron 263 nuevos casos de cáncer en 8 927 bomberos varones que respondieron a los atentados del 11-S. Esta cifra es 25 veces superior a lo que se espera de los hombres de un grupo etario y una raza similares. Hay un aumento global del 19% en cuanto a cáncer entre los bomberos que respondieron a los atentados del 11 de septiembre y los que no estuvieron expuestos a las toxinas por responder a esos atentados.
Los bomberos, la policía y sus sindicatos criticaron al alcalde Rudy Giuliani por el tema de los equipos de protección y las enfermedades tras los atentados. Según un estudio del Instituto Nacional de Salud y Seguridad Ambiental, los trabajadores de limpieza carecían de equipos adecuados de protección. Al parecer, el director ejecutivo de la Orden Nacional Fraternal de Policía se refirió así a Giuliani: Everybody likes a Churchillian kind of leader who jumps up when the ashes are still falling and takes over. But two or three good days don't expunge an eight-year record. La activista Sally Regenhard, una de las voces principales que aboga en pro de las familias de las víctimas, dijo There's a large and growing number of both FDNY families, FDNY members, former and current, and civilian families who want to expose the true failures of the Giuliani administration when it comes to 9/11. Le dijo al New York Daily News que tenía planes de lanzar una campaña de desprestigio contra Giuliani.
Tras los atentados surgieron diversos programas de salud para tratar las enfermedades relacionadas con el 11-S entre el personal de respuesta, los trabajadores de recuperación y otros sobrevivientes. Cuando la Ley James Zadroga de Salud e Indemnización por el 11-S se convirtió en ley federal en enero de 2011, estos programas fueron sustituidos por el Programa de Salud del World Trade Center.

## Investigaciones
Poco tiempo después de los atentados, el Gobierno de la Ciudad de Nueva York encargó a la empresa consultora McKinsey & Company que investigara la respuesta tanto del Departamento de Bomberos de Nueva York como del Departamento de Policía de Nueva York y formulara recomendaciones acerca de cómo responder de manera más eficaz a este tipo de emergencias a gran escala en el futuro.
Funcionarios de la Asociación Internacional de Bomberos también han criticado a Rudy Giuliani por no apoyar el uso de aparatos modernos de radio que podrían haber salvado la vida de más bomberos. Algunos bomberos nunca oyeron las órdenes de evacuación y murieron cuando las torres se derrumbaron.

## Costos estimados
Costos totales estimados al 3 de octubre de 2001:
5 mil millones de dólares para la remoción de escombros
14 mil millones de dólares para la reconstrucción
3 mil millones de dólares en concepto de pago de horas extraordinarias a los trabajadores uniformados
mil millones de dólares para el reemplazo de vehículos y equipos destruidos
(un vehículo de respuesta a accidentes del Departamento de Bomberos cuesta 400 000 dólares)

## Reconstrucción
Los planes para la reconstrucción del World Trade Center comenzaron en julio de 2002, bajo la dirección de la empresa Lower Manhattan Development Corporation. Hubo varias rondas de propuestas acerca de cómo reconstruir el World Trade Center. Sin embargo, muchos de los primeros planes fueron criticados por su falta de creatividad. Hubo división entre el público, los arquitectos y los líderes políticos en cuanto al aspecto que debía tener un nuevo World Trade Center. Se eligieron y sustituyeron varios arquitectos a lo largo del proceso de planificación y diseño. Hubo problemas con la implementación de los primeros diseños. Ya para el 2006 se habían elegido todos los arquitectos y, para el 2007, ya se habían finalizado los detalles de los diseños en su mayor parte. La fecha de finalización del World Trade Center estaba prevista para el 2016. A la fecha del 11 de junio de 2018, cuatro de los siete edificios previstos estaban terminados, al igual que el centro de transporte, el monumento conmemorativo del 11-S y el parque Liberty Park.

##### The New York Times(en inglés; requiere subscripción)
- Fire Dept. Lapses on 9/11 Are Cited, 3 de agosto de 2002
- A Nation Challenged: The Volunteers: Good Intentions Lead to a Bad Ending, 18 de octubre de 2001
- The Site: In an Urban Underbelly, Hidden Views of Terror's Toll, 14 de octubre de 2001
- A Nation Challenged: The Budget: Finances of New York City Staggered by the Emergency, 3 de octubre de 2001
- Fire Dept. Asks If There Are Some Fires It Shouldn't Fight, 30 de septiembre de 2001
- A Nation Challenged: Underground: Looting Is Reported in Center's Tomblike Mall, 21 de septiembre de 2001
- The Site: Chirac, on Visit to New York, Praises Giuliani and the City, 19 de septiembre de 2001
- After the Attacks: The Firemen: Department Promotes 168 to Rebuild Officer Ranks, 18 de septiembre de 2001
- After the Attacks: The Disposal: Hauling the Debris, and Darker Burdens, 17 de septiembre de 2001
- After the Attacks: The Funerals: For the Fire Department, the First Three Farewells, 16 de septiembre de 2001
- After the Attacks: The Firefighters: Department's Cruel Toll: 350 Comrades, 13 de septiembre de 2001
- A Day of Terror: The Response: Firefighters Dash Into Towers; Many Do Not Return, 12 de septiembre de 2001

##### Otros
- City Loses Hundreds of Bravest, Finest, New York Post, 12 de septiembre de 2001
- NY Fire Department's 9/11 Radio Dispatches, grabaciones de las comunicaciones con el personal de primeros auxilios
- Ground Zero Museum Workshop, galería virtual de fotografías de las personas que trabajaron en las labores de recuperación en La Pila

- Datos: Q7315010